# Tramwaje w Weimarze
Tramwaje w Weimarze – zlikwidowany system tramwajowy w niemieckim mieście Weimar.

## Historia
Dwie pierwsze linie tramwajowe, oznaczone kolorem czerwonym i zielonym otwarto 4 czerwca 1899. Kolejną linię, niebieską otwarto w 1908 r. W 1923 r. zawieszono kursowanie tramwajów na wszystkich liniach. 16 października 1925, po zakupie używanych tramwajów, wznowiono kursowanie tramwajów. W 1929 r. padły pierwsze propozycje aby tramwaje zastąpić autobusami. 31 grudnia 1930 zmieniono system oznaczania linii z kolorów na numery.
Ostatecznie tramwaje zlikwidowano 30 czerwca 1937.